# CECMED
El Centro para el Control Estatal de Medicamentos, Equipos y Dispositivos Médicos (CECMED) es el organismo regulador de productos farmacéuticos, equipos y dispositivos médicos de la República de Cuba, con la misión de promover y proteger la salud pública a través de sistemas reguladores. Gracias a estos, tienen el objevo de garantizar el acceso a un mercado de productos de calidad, seguridad, eficacia; así como brindar información veraz para lograr un uso seguro y racional de los mismos. El centro desarrolla las capacidades de control de acceso a laboratorios, registro de medicamentos, dispositivos y equipos médicos, pruebas de diagnóstico, monitoreo de medicamentos, inspecciones de buenas prácticas, y liberación de lotes de medicamentos y otorgamiento de licencias a fabricantes y establecimientos productivos.

## Historia
El Centro para el Control Estatal de la Calidad de los Medicamentos (CECMED) se creó el 21 de abril de 1989 como Autoridad Reguladora de Medicamentos en Cuba (ARM). Con su creación se perseguía el objetivo de centralizar las acciones de control sobre medicamentos y pruebas de diagnóstico. De las funciones de regulación y control establecidas por la Organización Mundial de la Salud (OMS) para los medicamentos, existía solamente en ese momento el registro; y como actividad de postcomercialización, se llevaba el control de las reacciones adversas de medicamentos por parte del Centro de Vigilancia Farmacológica. En este momento no se contaba en Cuba con un medio de aseguramiento de la calidad de diagnosticadores, a pesar de su importancia para un correcto diagnóstico del estado de salud humano.

### Antecedentes
La primera etapa de su desarrollo (hasta el año 2000) se caracterizó por la de construcción de nuevas capacidades, para de este modo responder al crecimiento de la industria biotecnológica y farmacéutica cubana, que en ese momento estaba enfrascada en el desarrollo de productos para el Sistema Nacional de Salud. Durante este período se definen las funciones y deberes del CECMED como Autoridad Nacional Reguladora de Medicamentos. También en este período, Cuba pasa a ser reconocida por la OMS como parte del Sistema de Certificación de la Calidad de los Fármacos que son objeto de comercio internacional.

### Consolidación
A partir de 2000, y coincidiendo con la llegada como director de Rafael Pérez Cristiá (en el cargo desde noviembre de 1999 hasta su fallecimiento en junio de 2020), el CECMED logra diversos hitos, como su incorporación en 2000 a la Red de Autoridades Competentes de Medicamentos de Iberoamérica (Red EAMI) y a la Red para la Armonización de la Reglamentación Farmacéutica (Red PARF) de la OPS. Ese mismo año fue certificado por la Organización Mundial de la Salud (OMS) como Autoridad Competente para el Sistema regulador de vacunas (primera de América Latina) y en 2010 obtuvo la condición de Autoridad de Referencia Regional de la Organización Panamericana de la Salud (OPS)/OMS, al evaluarse su desempeño con el máximo nivel.

### Fusión con el Centro de Control Estatal de Equipos Médicos
En el año 2011, como parte de los Lineamientos de la política económica y social de Partido y la Revolución y en correspondencia con el Lineamiento 31 sobre la reducción de unidades presupuestadas, el CECMED se fusionó con el Centro de Control Estatal de Equipos Médicos. Aunque mantuvo la denominación abreviada de CECMED, pasó a llamarse Centro para el Control Estatal de Medicamentos, Equipos y Dispositivos Médicos.

### Nueva sede del CECMED
El 15 de julio de 2014 fue inaugurada la nueva sede del CECMED, con la presencia del general de Ejército Raúl Castro Ruz, primer secretario del Comité Central del Partido y presidente de los Consejos de Estado y de Ministros, la directora general de la Organización Mundial de la Salud (OMS) Margaret Chan, y de la directora general de la Organización Panamericana de la Salud (OPS) Carissa Etienne. La nueva instalación es compartida con el Centro Nacional Coordinador de Ensayos Clínicos (CENCEC). Esta institución fue creada en el año 1991, con el fin de diseñar y conducir ensayos clínicos de productos médicos, farmacéuticos y biotecnológicos o de cualquier otra tecnología sanitaria.

### Oficina de Innovación
En octubre de 2019, como parte de su plan de desarrollo estratégico, se inicia la creación de la Oficina de Innovación del CECMED. Constituye una iniciativa pionera en América Latina y el Caribe, con la finalidad de «construir un marco regulatorio exhaustivo que ayude a acelerar la innovación y permita a los nuevos productos una transición adecuada desde su investigación y desarrollo hasta la práctica clínica».

## Certificaciones
La institución fue calificada con el nivel IV de la Calificación de Autoridades Reguladoras Nacionales de Medicamentos (ARNs), lo que la habilita como Autoridad Reguladora de Referencia Regional de Las Américas, condición que ostenta desde 2010 y que ha sido revaluada y certificada en años posteriores. Esto implica que el CECMED es reconocido como una autoridad competente en el desempeño de todas las funciones de regulación sanitaria recomendadas por la OPS/OMS para garantizar la eficacia, seguridad y calidad de los medicamentos. Además cuenta con certicicación de la Asociación Española de Normalización (AENOR), que evidencia la conformidad de Sistema de Gestión de la Calidad con la norma ISO 9001:2015, registrado en el certificado ER-1356/2008.